# Mario Rigoni Stern
Mario Rigoni Stern (* 1. November 1921 in Asiago; † 16. Juni 2008 ebenda) war ein italienischer Autor, Veteran des Zweiten Weltkrieges. Er gehörte zu der Sprachminderheit der Zimbern.

## Leben
Rigoni Stern wurde 1938 italienischer Soldat. Seine erste und auch bekannteste Novelle Il sergente nella neve (Alpini im russischen Schnee) aus dem Jahr 1953 verarbeitet die eigenen Erfahrungen, die Rigoni Stern als Unteroffizier im Alpini-Korps während des verlustreichen Rückzuges aus Russland während des Zweiten Weltkrieges machen musste. Weitere bekannte Werke sind Le stagioni di Giacomo (zu Deutsch: Giacomos Jahreszeiten), Storia di Tönle und der Sammelband von Kurzgeschichten Sentieri sotto la neve (zu Deutsch: Wege unter dem Schnee). Rigoni Stern wurde 1943 als Italienischer Militärinternierter in Hohenstein inhaftiert.
Mario Rigoni Stern erhielt den Premio Campiello und den Premio Bagutta für Storia di Tönle, sowie den Premio Bancarellino für Il sergente nella neve. 1997 wurde er mit dem Antonio-Feltrinelli-Preis ausgezeichnet.
Primo Levi nannte ihn "einen der größten Schriftsteller Italiens".
Seit 2011 wird der Literaturpreis Premio Mario Rigoni Stern für neuere Werke zur alpinen Kulturgeschichte verliehen.

## Werke
- Il sergente nella neve (dt. Alpini im russischen Schnee), 1953
- Il bosco degli urogalli (dt. Füchse unter Sternen ), 1962
- Quota Albania, 1971
- Ritorno sul Don, 1973
- Storia di Tönle (dt. Tönle), 1978
- Uomini, boschi e api, 1980
- L’anno della vittoria, 1985
- Amore di confine, 1986
- Il libro degli animali, 1990
- Arboreto salvatico, 1991
- Le stagioni di Giacomo, 1995
- Sentieri sotto la neve, 1998
- Inverni lontani, 1999
- Tra due guerre e altre storie, 2000
- L’ultima partita a carte (dt. Geblendet und betrogen : eine italienische Jugend ), 2002
- Aspettando l’alba e altri racconti, 2004
- I racconti di guerra, 2006
- Stagioni, 2006